# Lijst van voetbalinterlands Azerbeidzjan - Faeröer
Deze lijst van voetbalinterlands is een overzicht van alle officiële voetbalwedstrijden tussen de nationale teams van Azerbeidzjan en Faeröer. De landen speelden tot op heden drie keer tegen elkaar. De eerste ontmoeting, een vriendschappelijke wedstrijd, werd gespeeld in Larnaca (Cyprus) op 27 februari 1996. Het laatste duel, een groepswedstrijd tijdens de UEFA Nations League 2018/19, vond plaats op 17 november 2018 in Bakoe.

## Wedstrijden
| № | Plaats   | Datum            | Competitie                  | Wedstrijd              | Uitslag |
| - | -------- | ---------------- | --------------------------- | ---------------------- | ------- |
| 1 | Larnaca  | 27 februari 1996 | Vriendschappelijk           | Azerbeidzjan – Faeröer | 3 – 0   |
| 2 | Tórshavn | 11 oktober 2018  | UEFA Nations League 2018/19 | Faeröer – Azerbeidzjan | 0 – 3   |
| 3 | Bakoe    | 17 november 2018 | UEFA Nations League 2018/19 | Azerbeidzjan – Faeröer | 2 – 0   |

## Samenvatting
| Competitie          | Totaal gespeeld | Winst Azerbeidzjan | Gelijk | Winst Faeröer | Doelsaldo Azerbeidzjan – Faeröer |
| ------------------- | --------------- | ------------------ | ------ | ------------- | -------------------------------- |
| UEFA Nations League | 2               | 2                  | 0      | 0             | 5 − 0                            |
| Vriendschappelijk   | 1               | 1                  | 0      | 0             | 3 − 0                            |
| Totaal              | 3               | 3                  | 0      | 0             | 8 − 0                            |

Wedstrijden bepaald door strafschoppen worden, in lijn met de FIFA, als een gelijkspel gerekend.

## Details

### Eerste ontmoeting
| Vriendschappelijk (Larnaca, Cyprus, 27 februari 1996):             |       |         |
| Azerbeidzjan                                                       | 3 – 0 | Faeröer |
| Vyaçeslav Lıçkin 10' Yunis Hüseynov 23' (pen.) Qurban Qurbanov 30' | goals |         |